# Operatie Isabella
Operatie Isabella was de codenaam voor een geplande Duitse aanval op het Iberisch schiereiland.

## Geschiedenis
In 1940 opperden enkelen bij het Duitse opperbevel het plan om Gibraltar te bezetten om zo de Middellandse Zee af te sluiten voor de Britse schepen (Operatie Felix). Francisco Franco, de dictator van Spanje, was op dat moment nog niet bereid zijn steun te verlenen. Daarop besloten de Duitsers een plan op te stellen, waarbij het Iberisch schiereiland (Spanje en Portugal) werd veroverd, met of zonder steun van Franco. 
Door de start van Operatie Barbarossa, de Duitse aanval op de Sovjet-Unie, werd het plan geannuleerd.